# Об Общественном договоре
«Об Общественном договоре, или Принципы политического Права» (фр. Du contrat social; ou Principes du droit politique) — трактат 1762 года французского философа Жан-Жака Руссо.
Согласно Руссо, в ходе исторического развития человечества общественный договор был нарушен (это произошло из-за непрерывной борьбы частных интересов, а также злоупотреблений представителей власти); однако народ имеет законное право вернуть себе утраченную свободу, восстановив первоначальное общественное соглашение (фактически речь идёт о праве на революцию).

## Содержание

### Книга первая

#### Семья
Древнейшее общество — семья, где дети остаются привязанными отцу до того момента, пока они нуждаются в нём для самосохранения. Если они продолжают жить с ним, то целостность семьи поддерживается путем соглашения. Это есть следствие человеческой природы, и семья — первый образец политических обществ.

#### Рабство
Ссылаясь на Гуго Гроция и Томаса Гоббса, Руссо считает, что человеческий род принадлежит сотне людей: 
«Как пастух по природе стоит выше своего стада, так и пастыри, стоящие во главе людей, принадлежат к породе высшей, чем их народ». 
Также он соглашается с Аристотелем по поводу рабства, хоть и считает, что он принимал следствие за причину. По Руссо, если есть рабы по природе, то это только потому, что ранее были рабы вопреки природе: «Сила создала первых рабов, трусость увековечила их». Но ни один человек не имеет естественной власти над себе подобными, поэтому основа законной власти — соглашения.

#### Общественный договор
Он может возникнуть только благодаря участию многих. Условия договора сводятся к отчуждению прав каждого члена в пользу общины: 
«Каждый из нас отдает свою личность и всю свою мощь под верховное руководство общей воли, и мы вместе принимаем каждого члена как нераздельную часть целого». 
Такое объединение называется республикой или политическим телом, когда оно пассивно, и сувереном, когда оно активно, державой — при сопоставлении её с ей подобными. Но суверен не может посягать на этот общественный договор. Человек, заключая общественный договор, теряет естественную свободу и неограниченное право на все то, чем он может владеть, но он выигрывает гражданскую свободу и право собственности на то, чем он уже владеет. Становясь собственником, пишет Руссо, человек лишается права на всё остальное имущество. Общественный договор заменяет физическое неравенство естественного состояния на моральное и законное равенство путем соглашения между людьми.

### Книга вторая

#### Общая воля, или суверенитет
Только общая воля может управлять силами государства, поскольку противоположность частных интересов создала необходимость в установлении обществ, а само их установление стало возможно только путём соглашения. Народ не должен просто повиноваться, иначе политический организм будет разрушен. Обязательства, накладываемые общественным договором, необходимы, потому что они взаимны. Общая воля становится общей из-за общего интереса, который объединяет людей. Именно поэтому общая воля не может преступить границ общих соглашений.

#### Закон
Общественный договор дал жизнь политическому организму, движение ему дает законодательство, которое необходимо для осуществления справедливости. Государство, которое управляется законами, является республикой. Для поиска лучших правил общественной жизни нужен высший разум, который был бы богом — не испытывал человеческих страстей, знал человеческую природу, заботился о счастье людей. Но тот, кто повелевает людьми, не должен повелевать законами. Цель законов сводится к установлению свободы и равенства. Ни один гражданин не должен быть богат настолько, чтобы купить другого, и ни один человек не должен быть беден настолько, чтобы быть вынужденным продать себя. Конституция страны становится долговечной, если естественные отношения и законы совпадают по одним и тем же вопросам.

### Книга третья

#### Правительство
Законодательная власть может принадлежать только народу. Исполнительная власть не может принадлежать целому обществу. Поэтому создается правительство — посредствующий орган, установленный между подданными и сувереном для взаимного их сношения, уполномоченный исполнять законы и охранять свободу, как политическую, так и гражданскую. Функции правительства могут быть возложены на большую часть народа — это демократия; на небольшое число лиц — это аристократия; и на одно должностное лицо — это монархия. Демократическое правительство свойственно небольшим государствам, аристократическое — средним, монархическое — большим.
Демократическое правительство подвержено гражданским войнам и внутренним волнениям. Аристократия, по Руссо, представляется наилучшим и естественным порядком. Чтобы монархия управлялась хорошо, нужно, чтобы величина страны была соразмерна со способностями монарха. Наиболее чувствительный недостаток монархии — отсутствие постоянного преемства. Чем более увеличивается расстояние между народом и правительством, тем тягостнее становятся налоги.

## Критика
Историк философии Т. Б. Длугач отмечает: «Любовь ко всем людям, к простым людям — источник демократических устремлений Руссо. Самое главное его сочинение „Об Общественном Договоре“ (1762) не было понято современниками, в последующем его восприняли якобинцы. Это произошло потому, что Руссо на много лет опередил французскую революцию. Известно только, что перед смертью Руссо (1778 г.) к нему в Эрменонвилль приезжал Робеспьер, а перед революцией (1789) отрывки из этого сочинения на площадях перед толпами народа читали Сен-Жюст и Марат».

## Издания на русском языке
На русский язык «Общественный договор» переводился в конце XVIII века, однако этот перевод не был опубликован. Затем «Общественный договор» переводился В. Ютаковым в 1903 году, С. Нестеровой (1906), Френкелем (1906) и Л. Немаковым (1907).
Также книга не раз переиздавалась:
- Руссо Ж.-Ж. Об общественном договоре // Руссо Ж.-Ж. Трактаты. — М., 1969.
- Руссо, Ж. Об общественном договоре или принципы политического права / Ж. Руссо. — Москва : Издательство Юрайт, 2023. — 146 с. — (Антология мысли). — ISBN 978-5-534-06412-4